# Bilibino
Bilibino – miasto w azjatyckiej części Rosji, w Czukockim Okręgu Autonomicznym; ośrodek administracyjny rejonu bilibińskiego.
Leży w dorzeczu rzeki Mały Aniuj; około 630 km na północny zachód od Anadyru; współrzędne geograficzne 68°03′N 166°27′E/68,050000 166,450000; 5,4 tys. mieszkańców (2023). Ośrodek regionu wydobycia złota; przemysł materiałów budowlanych, zakłady remontowe obsługujące kopalnie złota; w pobliżu Bilibińska Elektrownia Atomowa.
Założone w 1955 r. pod nazwą Karalwaam; obecna nazwa od 1958 r. na cześć geologa Jurija Bilibina; prawa miejskie od 1993 r.

## Wojsko
W mieście stacjonuje 641 Specjalna Komendantura Wojsk Wewnętrznych (Jednostka Wojskowa nr 3537) - adres: 689450, Czukocki Okręg Autonomiczny, rejon biliniński, miasto.